# Томас Циглер
Томас Циглер (на немски: Thomas Ziegler) е литературното име на Райнер Фридхелм Цубайл. Той е германски писател в областта на фентъзи и научна фантастика. Публикува също под псевдонимите Хелмут Хоровиц, Томи З., Робърт Куинт, Джон Спайдър и Хенри Куин.

## Биография
Томас Циглер е роден в общността Вирен, Люнебургско поле, германска провинция Долна Саксония.

## Творчество
Първият му самостоятелен роман „Ледените вампири“ („Eisvampire“) излиза през 1977 г. под псевдонима Хенри Куин, който писателят използва по-нататък в съвместни творби с други автори.
За романа си „Гласовете на нощта“ („Die Stimmen der Nacht“) (1983) Томас Циглер получава два пъти литературната награда Курд Ласвиц: през 1984 г. за първоначалния разказ и през 1994 г. за възникналия от наго роман със същото заглавие. Наградата получава и през 1981 и 1991 г. за най-добър разказ.
През 80-те години Циглер пише за серията с научна фантастика Теранавтите („Die Terranauten“) (под псевдонима Робърт Куинт). Освен това създава джобно издание на серията с научна фантастика Пламтящата Бес („Flaming Bess“) и незавършената серия с фентъзи Сардор („Sardor“).
Освен това Томас Циглер създава развиващи се предимно около Кьолн, комични криминални романи.